# Fussballclub Thun 1898 2008-2009
Questa voce raccoglie le informazioni riguardanti il Fussballclub Thun 1898 nelle competizioni ufficiali della stagione 2008-2009.

## Stagione
Nella stagione 2008-2009 il Thun, allenato da Hansruedi Baumann e Eric Zürcher, concluse il campionato di Challenge League al 9º posto. In Coppa Svizzera il Thun fu eliminato agli ottavi di finale dal Basilea.

## Rosa
| N. |                                 | Ruolo | Calciatore          |
| -- | ------------------------------- | ----- | ------------------- |
| 1  | Svizzera (bandiera)             | P     | Patrick Bettoni     |
| 2  | Germania (bandiera)             | D     | Ricardo Neumann     |
| 4  | Portogallo (bandiera)           | D     | Luis Calapes        |
| 5  | Bosnia ed Erzegovina (bandiera) | C     | Eldar Ikanovic      |
| 6  | Svizzera (bandiera)             | C     | Mario Schönenberger |
| 7  | Svizzera (bandiera)             | C     | Stephan Andrist     |
| 8  | Svizzera (bandiera)             | D     | Michael Siegfried   |
| 9  | Svizzera (bandiera)             | A     | Milaim Rama         |
| 10 | Brasile (bandiera)              | A     | César               |
| 11 | Svizzera (bandiera)             | C     | Andres Gerber       |
| 12 | Brasile (bandiera)              | A     | Sandro              |
| 14 | Croazia (bandiera)              | D     | Vedran Ješe         |
| 16 | Svizzera (bandiera)             | C     | Pietro Di Nardo     |
| 17 | Svizzera (bandiera)             | D     | Yves Zahnd          |

| N. |                     | Ruolo | Calciatore          |
| -- | ------------------- | ----- | ------------------- |
| 19 | Senegal (bandiera)  | C     | Pape Omar Faye      |
| 20 | Svizzera (bandiera) | C     | Luca Lavorato       |
| 21 | Svizzera (bandiera) | A     | Adrian Moser        |
| 22 | Svizzera (bandiera) | P     | Sascha Stulz        |
| 23 | Svizzera (bandiera) | A     | Sulejman Rakipi     |
| 26 | Svizzera (bandiera) | A     | David Blumer        |
| 27 | Svizzera (bandiera) | C     | David Frey          |
| 28 | Svizzera (bandiera) | C     | Andreas Wittwer     |
| 29 | Svizzera (bandiera) | C     | Steven Rüegg        |
| 30 | Croazia (bandiera)  | D     | Stjepan Kukuruzović |
| 31 | Svizzera (bandiera) | D     | Stefan Glarner      |
| 33 | Svizzera (bandiera) | D     | Benjamin Lüthi      |
| 34 | Svizzera (bandiera) | C     | Edis Colic          |
|    | Svizzera (bandiera) | D     | Sandro Galli        |

## Organigramma societario
Area tecnica
- Allenatore: Eric Zürcher
- Allenatore in seconda:
- Preparatore dei portieri:
- Preparatori atletici:

## Calciomercato

### Sessione estiva
| Acquisti | Acquisti            | Acquisti           | Acquisti |
| R.       | Nome                | da                 | Modalità |
| -------- | ------------------- | ------------------ | -------- |
| C        | Eldar Ikanovic      | Budućnost Banovići |          |
| A        | David Blumer        | Grasshoppers II    |          |
| D        | Vedran Ješe         | Ashdod             |          |
| A        | Adrian Moser        | Bienne             |          |
| D        | Ricardo Neumann     | Bochum U19         |          |
| C        | Mario Schönenberger | Kriens             |          |

| Cessioni | Cessioni            | Cessioni          | Cessioni |
| R.       | Nome                | a                 | Modalità |
| -------- | ------------------- | ----------------- | -------- |
| P        | Alain Portmann      | Concordia Basilea |          |
| C        | Ibrahima Ba         | Stade Tunisien    |          |
| A        | Julian Bühler       | Winterthur        |          |
| C        | Franz Burgmeier     | Darlington        |          |
| D        | João Di Fabio       | Busan IPark       |          |
| C        | Alejandro Gavatorta | AEK Larnaca       |          |
| D        | Marco Hämmerli      | San Gallo         |          |
| A        | Sandro Iashvili     | Sioni Bolnisi     |          |
| C        | Nelson Ferreira     | Lucerna           |          |
| C        | Fabian Stoller      | Locarno           |          |
| A        | Zbigniew Zakrzewski | Arka Gdynia       |          |

### Sessione invernale
| Acquisti | Acquisti        | Acquisti      | Acquisti |
| R.       | Nome            | da            | Modalità |
| -------- | --------------- | ------------- | -------- |
| C        | Pietro Di Nardo | Young Boys II |          |

| Cessioni | Cessioni                | Cessioni    | Cessioni |
| R.       | Nome                    | a           | Modalità |
| -------- | ----------------------- | ----------- | -------- |
| D        | Ari Nyman               | Inter Turku |          |
| D        | Ľubomír Guldan          | Žilina      |          |
| C        | Ezequiel Óscar Scarione | Lucerna     |          |
| D        | Ervin Gashi             | Thun II     |          |

## Risultati

### Challenge League

#### andata
| Arbitro: | Amhof |

|             |           |           |
| Rama 2’, 7’ | Marcatori | 59’ Jagne |

| Arbitro: | Studer |

|                                |           |              |
| Boughanem 10’ (rig.), 57’, 88’ | Marcatori | 15’ Scarione |

| Arbitro: | Rogalla |

|                                      |           |                                          |
| Faye 14’, 76’ Andrist 32’ Blumer 72’ | Marcatori | 2’ Valente 3’, 42’ Rennella 47’ Maggetti |

| Arbitro: | Studer |

|            |           |                                |
| Bühler 27’ | Marcatori | 9’ Andrist 59’ Rama 73’ Blumer |

| Arbitro: | Laperrière |

|  |           |                                   |
|  | Marcatori | 40’ Todisco 53’ Stamm 86’ Katanha |

| Arbitro: | Graf |

|            |           |                               |
| Mathys 72’ | Marcatori | 23’ Galli 32’ Rama 48’ Blumer |

| Arbitro: | Schneider |

|                                  |           |                                |
| Glarner 10’ Blumer 68’, 74’, 90’ | Marcatori | 17’ Ciccone 37’ (rig.) Merenda |

| Arbitro: | Petignat |

|                    |           |                       |
| Keller 27’ Piu 81’ | Marcatori | 33’ Ikanovic 37’ Rama |

| Arbitro: | Speranda |

|                                       |           |             |
| César 12’, 84’ Scarione 48’ Moser 82’ | Marcatori | 67’ Knöpfel |

| Arbitro: | Amhof |

|  |           |                      |
|  | Marcatori | 5’ Rama 79’ Scarione |

| Arbitro: | Jaccottet |

|               |           |                                             |
| Rama 29’, 73’ | Marcatori | 54’, 64’ Biscotte 60’ Gavranović 90’ Gourmi |

| Arbitro: | Gremaud |

|                           |           |               |
| Madou 74’, 81’ Maliqi 80’ | Marcatori | 45’, 67’ Rama |

| Arbitro: | Devouge |

|                  |           |            |
| Scarione 4’, 19’ | Marcatori | 90’ Senger |

| Arbitro: | Meroni |

|                                                          |           |              |
| Vitkieviez 19’ Boughanem 30’ Schneider 35’ N'Tiamoah 52’ | Marcatori | 56’ Scarione |

| Arbitro: | Kever |

|  |           |                                                   |
|  | Marcatori | 2’ de Azevedo 21’ Raimondi 68’ Fermino 74’ Murati |

#### ritorno
| Arbitro: | Gremaud |

|                 |           |  |
| Sandro 40’, 87’ | Marcatori |  |

| Arbitro: | Laperrière |

|                             |           |          |
| Silva 74’ Rennella 75’, 90’ | Marcatori | 28’ Faye |

| Arbitro: | Lanfranchi |

|                              |           |                                          |
| Sandro 30’ Blumer 84’ (rig.) | Marcatori | 50’, 87’ Lenjani 60’ Lüscher 63’ Martins |

| Arbitro: | Laperrière |

|                        |           |                      |
| Pavlović 11’ Stamm 66’ | Marcatori | 5’ Glarner 85’ César |

| Arbitro: | Busacca |

|             |           |  |
| Calapes 51’ | Marcatori |  |

| Arbitro: | Speranda |

|                  |           |            |
| Merenda 54’, 90’ | Marcatori | 45’ Sandro |

| Arbitro: | Carrell |

|                        |           |                       |
| Kukuruzović 24’ (rig.) | Marcatori | 11’ Keller 57’ Idrizi |

| Arbitro: | Winter |

|                                                 |           |                                 |
| Mišura 10’ Zancanaro 27’ Klingler 54’ Alija 65’ | Marcatori | 14’, 50’ Blumer 88’ Kukuruzović |

| Arbitro: | Jaccottet |

|              |           |              |
| Ikanovic 45’ | Marcatori | 70’ Atkinson |

| Arbitro: | Hänni |

|                                                                      |           |            |
| Sejmenović 18’ Biscotte 32’ Gavranović 64’ Challandes 80’ Gourmi 90’ | Marcatori | 56’ Blumer |

| Arbitro: | Speranda |

|                        |           |                          |
| Sandro 19’ Glarner 40’ | Marcatori | 80’ Heiniger 83’ Chatton |

| Arbitro: | Circhetta |

|                                       |           |           |
| Giménez 21’, 82’ Kuhl 63’, 90’ (rig.) | Marcatori | 50’ Lüthi |

| Arbitro: | Kever |

|                      |           |  |
| Silvio 17’ Gsell 90’ | Marcatori |  |

| Arbitro: | Rogalla |

|                                        |           |  |
| Ikanovic 9’ Blumer 78’ Kukuruzović 86’ | Marcatori |  |

| Arbitro: | Bieri |

|  |           |            |
|  | Marcatori | 43’ Blumer |

### Coppa Svizzera
| 19 settembre 2008, ore 20:30 CEST Primo turno | Windisch | 1 – 5 | Thun |  |

| 19 ottobre 2008, ore 15:00 CEST Secondo turno | Bavois | 0 – 1 | Thun |  |

| 22 novembre 2008, ore 18:00 CET Ottavi di finale | Thun | 0 – 4 | Basilea |  |

## Statistiche

### Statistiche di squadra
| Competizione     | Punti | In casa | In casa | In casa | In casa | In casa | In casa | In trasferta | In trasferta | In trasferta | In trasferta | In trasferta | In trasferta | Totale | Totale | Totale | Totale | Totale | Totale | DR  |
| Competizione     | Punti | G       | V       | N       | P       | Gf      | Gs      | G            | V            | N            | P            | Gf           | Gs           | G      | V      | N      | P      | Gf     | Gs     | DR  |
| ---------------- | ----- | ------- | ------- | ------- | ------- | ------- | ------- | ------------ | ------------ | ------------ | ------------ | ------------ | ------------ | ------ | ------ | ------ | ------ | ------ | ------ | --- |
| Challenge League | 38    | 15      | 7       | 3       | 5       | 30      | 29      | 15           | 4            | 2            | 9            | 24           | 36           | 30     | 11     | 5      | 14     | 54     | 65     | -11 |
| Coppa Svizzera   | -     | 1       | 0       | 0       | 1       | 0       | 4       | 2            | 2            | 0            | 0            | 6            | 1            | 3      | 2      | 0      | 1      | 6      | 5      | +1  |
| Totale           | 38    | 16      | 7       | 3       | 6       | 30      | 33      | 17           | 6            | 2            | 9            | 30           | 37           | 33     | 13     | 5      | 15     | 60     | 70     | -10 |

### Andamento in campionato
| Giornata  | 1 | 2 | 3 | 4 | 5 | 6 | 7 | 8 | 9 | 10 | 11 | 12 | 13 | 14 | 15 | 16 | 17 | 18 | 19 | 20 | 21 | 22 | 23 | 24 | 25 | 26 | 27 | 28 | 29 | 30 |
| --------- | - | - | - | - | - | - | - | - | - | -- | -- | -- | -- | -- | -- | -- | -- | -- | -- | -- | -- | -- | -- | -- | -- | -- | -- | -- | -- | -- |
| Luogo     | C | T | C | T | C | T | C | T | C | T  | C  | T  | C  | T  | C  | C  | T  | C  | T  | C  | T  | C  | T  | C  | T  | C  | T  | T  | C  | T  |
| Risultato | V | P | N | V | P | V | V | N | V | V  | P  | P  | V  | P  | P  | V  | P  | P  | N  | V  | P  | P  | P  | N  | P  | N  | P  | P  | V  | V  |
| Posizione | 8 | 9 | 9 | 6 | 9 | 7 | 6 | 5 | 4 | 3  | 4  | 4  | 4  | 5  | 6  | 5  | 5  | 7  | 6  | 6  | 6  | 9  | 9  | 9  | 11 | 11 | 11 | 11 | 10 | 9  |

Legenda:

Luogo: C = Casa; T = Trasferta. Risultato: V = Vittoria; N = Pareggio; P = Sconfitta.

### Statistiche dei giocatori
| S. Andrist       | 5  | 2  | 0 | 0 |
| P. Bettoni       | 10 | 0  | 0 | 0 |
| D. Blumer        | 29 | 12 | 2 | 0 |
| L. Calapes       | 28 | 1  | 5 | 0 |
| E. Colic         | 3  | 0  | 0 | 0 |
| C. César         | 21 | 3  | 0 | 1 |
| P. Di Nardo      | 9  | 0  | 2 | 0 |
| P. Faye          | 21 | 3  | 8 | 1 |
| D. Frey          | 9  | 0  | 0 | 0 |
| S. Galli         | 18 | 1  | 8 | 1 |
| A. Gerber        | 15 | 0  | 1 | 0 |
| S. Glarner       | 29 | 3  | 6 | 0 |
| E. Ikanovic      | 21 | 3  | 3 | 0 |
| V. Ješe          | 0  | 0  | 0 | 0 |
| S. Kukuruzović   | 20 | 3  | 0 | 0 |
| L. Lavorato      | 4  | 0  | 0 | 0 |
| B. Lüthi         | 24 | 1  | 9 | 0 |
| A. Moser         | 13 | 1  | 1 | 0 |
| R. Neumann       | 0  | 0  | 0 | 0 |
| A. Nyman         | 15 | 0  | 4 | 0 |
| S. Rakipi        | 6  | 0  | 0 | 0 |
| M. Rama          | 14 | 10 | 1 | 0 |
| S. Rüegg         | 3  | 0  | 0 | 0 |
| S. Sandro        | 13 | 5  | 1 | 1 |
| Ó. Scarione      | 13 | 6  | 2 | 0 |
| M. Schönenberger | 26 | 0  | 3 | 0 |
| M. Siegfried     | 0  | 0  | 0 | 0 |
| S. Stulz         | 21 | 0  | 1 | 0 |
| A. Wittwer       | 10 | 0  | 0 | 0 |
| Y. Zahnd         | 19 | 0  | 2 | 0 |